# Rallye Schweden 2016

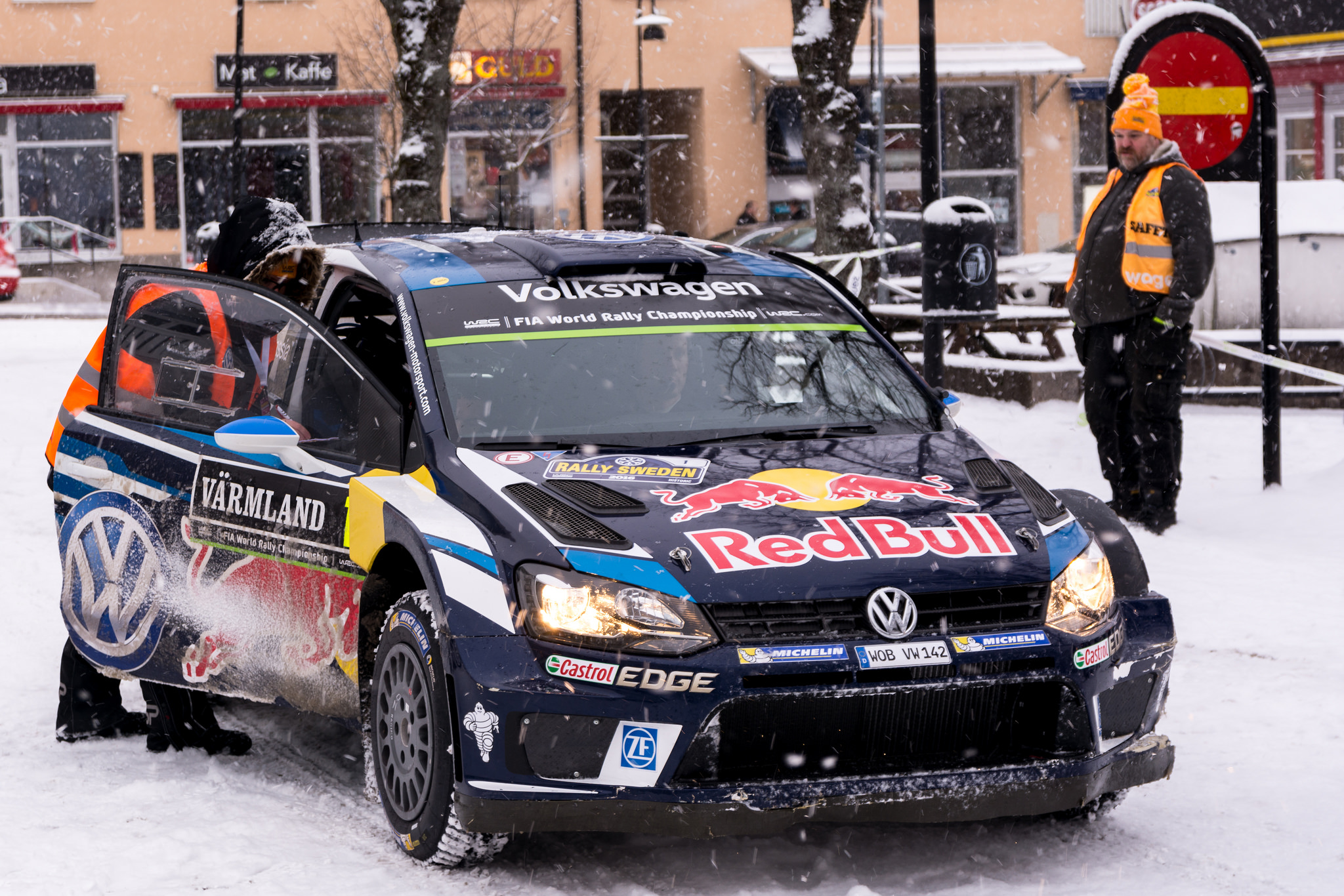
Sébastien Ogier und Julien Ingrassia im Volkswagen Polo R WRC

Die 64. Rallye Schweden war der zweite von 13 FIA-Weltmeisterschaftsläufen 2016. Die Rallye bestand aus 21 Wertungsprüfungen und wurde zwischen dem 11. und dem 14. Februar gefahren.

## Hintergrund

### Die Reifen
Die Spikes-Reifen, speziell für schneebedeckte Straßen, sind mit 195 Millimeter Breite schmaler als die Schotter- und Asphalt-Reifen. Die 384 Spikes pro Reifen werden 13,5 Millimeter tief eingeschraubt und stehen 6,5 Millimeter heraus. Dieser Wettbewerbsreifen durfte ausschließlich nur bei der Rallye Schweden eingesetzt werden. Maximal 24 Stück dieser Reifen standen pro World Rally Car bereit.

### Colin‘s Crest
Etwa 90 Kilometer nördlich von Karlstad liegt die bekannteste Wertungsprüfung der Rallye Schweden. Von der Charakteristik her ist die Wertungsprüfung Vargåsen typisch für diese Veranstaltung. Schnelle, flüssige Straßen laden zu Vollgas durch den schwedischen Wald ein. Das Highlight der Prüfung ist der Sprung Colin‘s Crest, benannt nach dem verstorbenen Rallye-Weltmeister Colin McRae. Trotz der winterlichen Temperaturen kommen zahlreiche Zuschauer an die Sprungkuppe. Seit 2008 wird der Colin’s Crest Award vergeben – die Weite der Sprünge werden gemessen. Die Rekordhalter waren Ken Block (2011) und Marius Aasen (2010) mit jeweils 37 Metern. Im Jahr 2015 brach Thierry Neuville (Hyundai) mit 44 Metern den alten Rekord.

### Teams und Fahrer
Bei Hyundai bekam Hayden Paddon den neuen i20 WRC, den Dani Sordo in Monte Carlo gefahren hatte. Sordo musste sich für diese Rallye mit dem Motorsport N Team begnügen von Hyundai, saß aber auch in einem i20 WRC der neusten Generation.
Im Privat-Team Abu Dhabi Total WRT wurde ein drittes Auto eingesetzt. Craig Breen und Khalid Al-Qassimi bekamen den Citroën DS3 WRC, neben Kris Meeke. Stéphane Lefebvre musste passen.
Robert Kubica hatte sich für den zweiten Weltmeisterschaftslauf nicht in die Meldeliste eintragen lassen.
Für das Team Adapta Motorsport ging Henning Solberg mit Beifahrerin Ilka Minor in der Saison 2016 zum ersten Mal an den Start mit einem Ford Fiesta RS WRC. Ebenfalls zum ersten Mal startete Yazeed Al-Rajhi und Beifahrer Michael Orr. Das Duo debütierte in der WRC mit einem World Rally Car (Ford Fiesta RS WRC) des eigenen Privatteams von Al-Rajhi (Yazeed Racing).

## Berichte

### 1. Tag (Donnerstag, 11. Februar)
Die erste und einzige Wertungsprüfung des Donnerstags musste wegen Tauwetters und Schneemangels abgesagt werden. Am Freitag wurden aus den gleichen Gründen zwei weitere Wertungsprüfungen gestrichen.

### 2. Tag (Freitag, 12. Februar)
Sébastien Ogier (Volkswagen) hatte die Grundlage für den Tagessieg mit drei Bestzeiten am Vormittag gelegt und verwaltete am Nachmittag seinen Vorsprung. An einem Wasserloch, das im Aufschrieb von Beifahrer Julien Ingrassia weniger tief beschrieben wurde, verlor Ogier das Auto aus seiner Gewalt und er fuhr in den Wald hinaus. Mit einem beschädigten Radkasten links vorne konnte das Duo die Rallye fortsetzen. Später wurde vorsorglich ein Teil der Radaufhängung gewechselt. Am Abend lag der amtierende Weltmeister 26,9 Sekunden vor Hayden Paddon im Hyundai, der zwei Wertungsprüfungen gewann.
Auch Andreas Mikkelsen wurde vom stehenden Waßer an gleicher Stelle überrascht, konnte seine Fahrt jedoch ebenso fortsetzen wie Teamkollege Ogier, fiel später aber durch einen Fahrfehler in der fünften Wertungsprüfung vom zweiten auf den sechsten Rang zurück.
Kris Meeke (Citroën) lag anfangs auf dem zweiten Rang. In der vierten Wertungsprüfung fuhr er Bestzeit. Eine Wertungsprüfung später wollte Meeke weiter aufholen auf den ersten Rang, musste wegen eines großen Steins auf der Straße, den er überfuhr, sein Vorhaben aufgeben mit gebrochener Radaufhängung.
Pech hatte auch Jari-Matti Latvala (Volkswagen), ihm brach bereits bei der ersten Wertungsprüfung des Tages die Antriebswelle vorne. Da es keinen Mittagsservice für die Autos gab, musste Latvala mit Hinterradantrieb statt Vierradantrieb die restlichen Wertungsprüfungen bestreiten.
Bei Thierry Neuville (Hyundai) brach das Differenzial und er verlor über sechs Minuten auf die Spitze.
Ott Tänak (Ford), Dani Sordo (Hyundai) und Andreas Mikkelsen sind nur durch 8,3 Sekunden voneinander getrennt, sie kämpfen um den dritten Rang. Rückkehrer Henning Solberg (Ford), Craig Breen (Citroën), Eric Camilli und Lorenzo Bertelli (beide Ford) komplettieren die ersten zehn Ränge.

„Da war eine wirklich große Wasserdurchfahrt, die ich nicht im Aufschrieb hatte. Ich konnte nicht mehr lenken und bin in den Wald gefahren.“

### 3. Tag (Samstag, 13. Februar)
Nachdem sich Sébastien Ogier am Freitag die Führung erarbeitet hatte, baute er diese mit der Bestzeit bei der ersten Wertungsprüfung des Tages zunächst aus. Dann wurde dem Weltmeister bei konstantem Schneefall seine Startposition eins beinahe zum Verhängnis. Bei der zweiten Wertungsprüfung des Tages holte Hayden Paddon (Hyundai), der als Siebter auf die von losem Schnee freigefahrene Straße ging, mehr als 20 Sekunden auf und er lag nur noch 8,8 Sekunden hinter dem Spitzenreiter. Ogier musste bei den nächsten beiden Prüfungen viel riskieren und vermied bei der zweiten Durchfahrt der Wertungsprüfung Vargåsen nur mit Glück einen Unfall. Das Risiko zahlte sich jedoch aus. Der Volkswagen-Fahrer vergrößerte den Vorsprung auf Paddon wieder.
Am Freitag gab es einen Vierkampf um den dritten Rang. Mads Østberg (Ford) kann nach zehn von zwölf Wertungsprüfungen mit dem dritten Rang rechnen. Am Sonntag gibt es nur noch eine Wertungsprüfung zu fahren, die anderen geplanten drei WPs mussten abgesagt werden. Østberg hatte einen Vorsprung von 24,5 Sekunden auf Andreas Mikkelsen (Volkswagen) am Abend. Mikkelsen hatte bei einem Unfall in der neunten Wertungsprüfung viel Zeit verloren.
Früh beendet war der Tag für M-Sport-Pilot Eric Camilli (Ford). Bei der ersten Wertungsprüfung des Tages kam er von der Straße ab und überschlug sich. Camilli und Beifahrer Nicolas Klinger überstanden den heftigen Unfall unbeschadet.
Am Samstag stand zweimal die Wertungsprüfung Vargassen mit dem Sprung Colin's Crest auf dem Programm. Den weitesten Satz machte WRC2-Fahrer Eyvind Brynildsen (Ford), der 45 Meter weit flog. Damit überbot er den Rekord von Thierry Neuville (Hyundai) aus dem Vorjahr um einen Meter.

„Wir wollen unsere Position halten, müssen smart sein und das Podium nach Hause bringen. Das wäre ein großartiges Ergebnis.“

### 4. Tag (Sonntag, 14. Februar)
Drei von vier Wertungsprüfungen mussten am Sonntag abgesagt werden wegen unbefahrbaren Straßen. Lediglich die 21. und letzte WP des Sonntags, die Power-Stage, wurde gefahren.
Sébastien Ogier setzte sich nach zwölf Wertungsprüfungen gegen Hyundai-Fahrer Hayden Paddon durch, der mit einem Rückstand von 29,8 Sekunden auf Rang zwei fuhr. Dritter wurde Mads Østberg (Ford), der sich über das erste Podium nach seiner Rückkehr zum Team M-Sport freuen durfte.
Ogier gewann am Schlusstag auch die Power-Stage und sicherte sich damit drei Zusatzpunkte, sodass er die Fahrer-Weltmeisterschaft nach zwei von 14 Läufen mit der Maximalpunktzahl von 56 Zählern anführte. Weitere Zusatzpunkte gingen in der Power-Stage an Andreas Mikkelsen (Volkswagen) und Kris Meeke (Citroën), die auf die Plätze zwei beziehungsweise drei fuhren.
Um den zweiten Rang musste Paddon noch ein wenig zittern. Bei der letzten Wertungsprüfung fuhr er gegen einen Holzpfahl am Straßenrand und beschädigte dabei den Kühler. Paddon und Beifahrer John Kennard mussten im Ziel eine Notreparatur vornehmen und sie erreichten den Servicepark im rund 80 Kilometer entfernten Karlstad aus eigener Kraft. Nur wer den Servicepark nach der letzten WP erreicht, wird auch gewertet, laut Reglement.

### WRC2
Komplettiert wurden die zehn besten Plätze von der Spitze der WRC2-Klaße. Hier fuhr Elfyn Evans (Ford Fiesta R5) zum Sieg. Die beiden Škoda-Werksfahrer Pontus Tidemand und Esapekka Lappi (Škoda Fabia R5) belegten die Ränge 10 und 11 am Schluss in der Gesamtwertung. Obwohl Lappi an diesem Wochenende durch eine Erkältung und Fieber gehandicapt war, gelang es ihm in der letzten WP Anders Grøndal (Ford Fiesta R5) noch vom dritten Rang der WRC2-Wertung zu verdrängen. In der WRC2-Fahrer-Weltmeisterschaft führt Evans vor Armin Kremer, der in Schweden nicht am Start war, und Tidemand mit bereits 32 Punkten Vorsprung.

## Meldeliste
Nicht als WRC, WRC-2 und WRC-3 gemeldete Fahrzeuge wurden in dieser Liste nicht erfasst.
| Nr | Fahrer               | Beifahrer              | Team                     | Auto                    | Klasse    |
| -- | -------------------- | ---------------------- | ------------------------ | ----------------------- | --------- |
| 1  | Sébastien Ogier      | Julien Ingrassia       | Volkswagen Motorsport    | Volkswagen Polo R WRC   | WRC RC1   |
| 2  | Jari-Matti Latvala   | Miikka Anttila         | Volkswagen Motorsport    | Volkswagen Polo R WRC   | WRC RC1   |
| 3  | Thierry Neuville     | Nicolas Gilsoul        | Hyundai Motorsport       | Hyundai i20 WRC         | WRC RC1   |
| 4  | Hayden Paddon        | John Kennard           | Hyundai Motorsport       | Hyundai i20 WRC         | WRC RC1   |
| 5  | Mads Østberg         | Ola Fløne              | M-Sport World Rally Team | Ford Fiesta RS WRC      | WRC RC1   |
| 6  | Eric Camilli         | Nicolas Klinger        | M-Sport World Rally Team | Ford Fiesta RS WRC      | WRC RC1   |
| 7  | Kris Meeke           | Paul Nagle             | Abu Dhabi Total WRT      | Citroën DS3 WRC         | WRC RC1   |
| 9  | Andreas Mikkelsen    | Anders Jæger           | Volkswagen Motorsport II | Volkswagen Polo R WRC   | WRC RC1   |
| 12 | Ott Tänak            | Raigo Mõlder           | Drive Dmack WRT          | Ford Fiesta RS WRC      | WRC RC1   |
| 14 | Khalid Al-Qassimi    | Kris Patterson         | Abu Dhabi Total WRT      | Citroën DS3 WRC         | WRC RC1   |
| 15 | Craig Breen          | Scott Martin           | Abu Dhabi Total WRT      | Citroën DS3 WRC         | WRC RC1   |
| 16 | Henning Solberg      | Ilka Minor             | Adapta Motorsport        | Ford Fiesta RS WRC      | WRC RC1   |
| 20 | Dani Sordo           | Marc Marti             | Hyundai Motorsport N     | Hyundai i20 WRC         | WRC RC1   |
| 30 | Yazeed Al-Rajhi      | Michael Orr            | Yazeed Racing            | Ford Fiesta RS WRC      | WRC RC1   |
| 31 | Esapekka Lappi       | Janne Ferm             | Škoda Motorsport         | Škoda Fabia R5          | WRC-2 RC2 |
| 32 | Pontus Tidemand      | Jonas Andersson        | Škoda Motorsport         | Škoda Fabia R5          | WRC-2 RC2 |
| 33 | Jarosław Kołtun      | Ireneusz Pleskot       | C-Rally                  | Ford Fiesta R5          | WRC-2 RC2 |
| 34 | Eyvind Brynildsen    | Anders Fredriksson     | M-Sport World Rally Team | Ford Fiesta R5          | WRC-2 RC2 |
| 35 | Massimiliano Rendina | Emanuele Inglesi       | Motorsport Italia        | Ford Fiesta R5          | WRC-2 RC2 |
| 36 | Fredrik Åhlin        | Erik Morten Abrahamsen | Fredrik Alin             | Ford Fiesta R5          | WRC-2 RC2 |
| 37 | Lorenzo Bertelli     | Lorenzo Granai         | FWRT s.r.l.              | Ford Fiesta RS WRC      | WRC RC1   |
| 38 | Simone Tempestini    | Matteio Chiarcossi     | Napoca Rally Academy     | Ford Fiesta R5          | WRC-2 RC2 |
| 39 | Alain Foulon         | Gilles Delarche        | Alain Foulon             | Mitsubishi Lancer Evo X | WRC-2 RC2 |
| 40 | Sander Pärn          | James Morgan           | Drive DMACK Trophy Team  | Ford Fiesta R5          | WRC-2 RC2 |
| 41 | Oleksiy Kikireshko   | Kuldar Sikk            | Oleksiy Kikireshko       | Ford Fiesta R5          | WRC-2 RC2 |
| 42 | Hubert Ptaszek       | Kamil Kozdron          | The Ptock                | Škoda Fabia R5          | WRC-2 RC2 |
| 43 | Radik Shaymiev       | Maxim Tsvetkov         | TAIF Motorsport          | Ford Fiesta R5          | WRC-2 RC2 |
| 44 | Elfyn Evans          | Craig Parry            | M-Sport World Rally Team | Ford Fiesta R5          | WRC-2 RC2 |
| 45 | Ole Christian Veiby  | Stig Rune Skjærmoen    | Printsport Oy            | Citroën DS3 R3T         | WRC-2 RC2 |
| 46 | Marius Aasen         | Veronica Engan         | Drive DMACK Trophy Team  | Ford Fiesta R5          | WRC-2 RC2 |
| 47 | Emil Bergkvist       | Joakim Sjöberg         | Emil Bergkvist           | Citroën DS3 R5          | WRC-2 RC2 |
| 48 | Michał Sołowow       | Maciej Baran           | C-Rally                  | Ford Fiesta R5          | WRC-2 RC2 |
| 49 | Augusto Bestard      | Fernando Mendonca      | Augusto Bestard          | Ford Fiesta R5          | WRC-2 RC2 |
| 50 | Jim van den Heuvel   | Lisette Bakker         | Jim van den Heuvel       | Mitsubishi Lancer Evo X | WRC-2 RC2 |
| 61 | Michel Fabre         | Maxime Vilmot          | Sainteloc Junior Team    | Citroën DS3 R3T Max     | WRC-3 RC3 |
| 82 | Anders Grøndal       | Miriam Walfridsson     | Anders Grøndal           | Ford Fiesta R5          | WRC-2 RC2 |

| Icon  | Klasse                                                            |
| ----- | ----------------------------------------------------------------- |
| WRC   | WRC Werksteams und um Herstellerpunkte eingetragene Privatteams   |
| WRC   | Werksteams und um nicht Herstellerpunkte eingetragene Privatteams |
| WRC-2 | Gemeldet für WRC-2                                                |
| WRC-3 | Gemeldet für WRC-3 (JWRC)                                         |

Quelle:

## Klassifikationen

### Endergebnis
| WRC     |                     |                     |                       |           |         |        |
| 01      | Sébastien Ogier     | Julien Ingrassia    | Volkswagen Polo R WRC | 1:59:47.4 |         | 25 + 3 |
| 02      | Hayden Paddon       | John Kennard        | Hyundai i20 WRC       | 2:00:17.2 | 00:29.8 | 18     |
| 03      | Mads Østberg        | Jonas Andersson     | Ford Fiesta RS WRC    | 2:00:43.0 | 00:55.6 | 15     |
| 04      | Andreas Mikkelsen   | Anders Jæger        | Volkswagen Polo R WRC | 2:00:58.2 | 01:10.8 | 12 + 2 |
| 05      | Ott Tänak           | Raigo Mõlder        | Ford Fiesta RS WRC    | 2:01:38.1 | 01:50.7 | 10     |
| 06      | Dani Sordo          | Marc Mari           | Hyundai i20 WRC       | 2:02:11.4 | 02:24.0 | 8      |
| 07      | Henning Solberg     | Ilka Minor          | Ford Fiesta RS WRC    | 2:02:27.4 | 02:40.0 | 6      |
| 08      | Craig Breen         | Scott Martin        | Citroën DS3 WRC       | 2:02:32.0 | 02:44.6 | 4      |
| 09      | Elfyn Evans         | Craig Parry         | Ford Fiesta R5        | 2:05:04.4 | 05:17.0 | 2      |
| 10      | Teenu Suninen       | Mikko Markkula      | Škoda Fabia R5        | 2:05:19.0 | 05:31.6 | 1      |
| WRC2    |                     |                     |                       |           |         |        |
| 01 0(9) | Elfyn Evans         | Craig Parry         | Ford Fiesta R5        | 2:05:04.4 | 05:17.0 | 25     |
| 02 (11) | Pontus Tidemand     | Jonas Andersseon    | Škoda Fabia R5        | 2:05:19.1 | 05:31.7 | 18     |
| 03 (11) | Esapekka Lappi      | Janne Ferm          | Škoda Fabia R5        | 2:06:55.3 | 07:07.9 | 15     |
| 04 (13) | Anders Grondal      | Miriam Walfridsson  | Ford Fiesta R5        | 2:06:57.4 | 07:10.0 | 12     |
| 05 (15) | Eyvind Brynildsen   | Anders Fredriksson  | Ford Fiesta R5        | 2:07:34.9 | 07:47.5 | 10     |
| 06 (16) | Ole Christian Veiby | Stig Rune Skjærmoen | Ford Fiesta R5        | 2:07:45.0 | 07:57.6 | 8      |
| 07 (17) | Emil Bergkvist      | Joakim Sjöberg      | Citroën DS3 R5        | 2:07:45.9 | 07:58.5 | 6      |
| 08 (18) | Marius Aasen        | Veronica Engan      | Ford Fiesta R5        | 2:08:07.8 | 08:22.4 | 4      |
| 09 (20) | Simone Tempestini   | Matteio Chiarcossi  | Ford Fiesta R5        | 2:09:58.9 | 10:11.5 | 2      |
| 10 (25) | Radik Shaymiev      | Maxim Tsvetkov      | Ford Fiesta R5        | 2:15:56.7 | 16:09.3 | 1      |
| WRC3    |                     |                     |                       |           |         |        |
| 01 (35) | Michel Fabre        | Maxime Vilmot       | Citroën DS3 R3T Max   | 2:41:39.5 | 41:52.1 | 25     |

### Wertungsprüfungen
| Tag                             | WP                           | Name       | Länge   | Start MEZ                          | Fahrer                          | Beifahrer                             | Auto            | Zeit                  | Ø km/h          | Leader |
| ------------------------------- | ---------------------------- | ---------- | ------- | ---------------------------------- | ------------------------------- | ------------------------------------- | --------------- | --------------------- | --------------- | ------ |
| Tag 1 11. Feb.                  | WP1                          | Karlstad 1 | 1,90 km | 20:04                              | abgesagt                        | abgesagt                              | abgesagt        | abgesagt              | abgesagt        |        |
| Tag 2 12. Feb.                  |                              |            |         |                                    |                                 |                                       |                 |                       |                 |        |
| Service Park 06:40 Uhr (15 Min) |                              |            |         |                                    |                                 |                                       |                 |                       |                 |        |
| WP2                             | Torsby 1                     | 16,48 km   | 08:51   | Sébastien Ogier Andreas Mikkelsen  | Julien Ingrassia Anders Jæger   | Volkswagen Polo R WRC                 | 8:53.0 +0:00.3  | 111,3 km/h 111,2 km/h | Sébastien Ogier |        |
| WP3                             | Röjden 1                     | 18,47 km   | 09:53   | Sébastien Ogier Andreas Mikkelsen  | Julien Ingrassia Anders Jæger   | Volkswagen Polo R WRC                 | 9:32.3 +0:06.6  | 116,2 km/h 114,9 km/h | Sébastien Ogier |        |
| WP4                             | Svullrya 1                   | 24,23 km   | 10:53   | Sébastien Ogier Kris Meeke         | Julien Ingrassia Paul Nagle     | Volkswagen Polo R WRC Citroën DS3 WRC | 12:47.9 +0:06.5 | 113,6 km/h 112,6 km/h | Sébastien Ogier |        |
| WP5                             | Kirkenaer 1                  | 7,07 km    | 11:52   | abgesagt                           | abgesagt                        | abgesagt                              | abgesagt        | abgesagt              | Sébastien Ogier |        |
| WP6                             | Kirkenaer 2                  | 7,07 km    | 13:59   | abgesagt                           | abgesagt                        | abgesagt                              | abgesagt        | abgesagt              | Sébastien Ogier |        |
| WP7                             | Svullrya 2                   | 24,23 km   | 13:18   | Kris Meeke Hayden Paddon           | Paul Nagle John Kennard         | Citroën DS3 WRC Hyundai i20 WRC       | 12:44.2 +0:05.0 | 114,1 km/h 113,4 km/h | Sébastien Ogier |        |
| WP8                             | Röjden 1                     | 18,47 km   | 14:13   | Hayden Paddon Ott Tänak            | John Kennard Raigo Mõlder       | Hyundai i20 WRC Ford Fiesta RS WRC    | 9:52.8 +0:01.3  | 112,2 km/h 111,9      | Sébastien Ogier |        |
| WP9                             | Torsby 2                     | 16,48 km   | 15:28   | Hayden Paddon Sébastien Ogier      | John Kennard Julien Ingrassia   | Hyundai i20 WRC Volkswagen Polo R WRC | 8:56.6 +0:04.0  | 110,6 km/h 109,7 km/h | Sébastien Ogier |        |
| Service Park 19:12 Uhr (45 Min) |                              |            |         |                                    |                                 |                                       |                 |                       | Sébastien Ogier |        |
| Tag 3 13. Feb.                  |                              |            |         |                                    |                                 |                                       |                 |                       | Sébastien Ogier |        |
| Service Park 05:50 Uhr (15 Min) |                              |            |         |                                    |                                 |                                       |                 |                       | Sébastien Ogier |        |
| WP10                            | Fredriksberg 1               | 18,19 km   | 08:11   | Sébastien Ogier Andreas Mikkelsen  | Julien Ingrassia Anders Jæger   | Volkswagen Polo R WRC                 | 9:43.4 +0:03.9  | 112,2 km/h 111,5 km/h | Sébastien Ogier |        |
| WP11                            | Rämmen 1                     | 22,76 km   | 08:59   | abgesagt                           | abgesagt                        | abgesagt                              | abgesagt        | abgesagt              | Sébastien Ogier |        |
| WP12                            | Vargåsen 1                   | 24,70 km   | 10:08   | Jari-Matti Latvala Kris Meeke      | Miikka Anttila Paul Nagle       | Volkswagen Polo R WRC Citroën DS3 WRC | 12:56.7 +0:09.5 | 114,5 km/h 113,1 km/h | Sébastien Ogier |        |
| WP13                            | Fredriksberg 2               | 18,19 km   | 13:04   | abgesagt                           | abgesagt                        | abgesagt                              | abgesagt        | abgesagt              | Sébastien Ogier |        |
| WP14                            | Rämmen 2                     | 22,76 km   | 12:24   | Jari-Matti Latvala Kris Meeke      | Miikka Anttila Paul Nagle       | Volkswagen Polo R WRC Citroën DS3 WRC | 11:03.2 +0:01.7 | 123,5 km/h 123,2      | Sébastien Ogier |        |
| WP15                            | Hagfors Sprint               | 1,87 km    | 14:53   | abgesagt                           | abgesagt                        | abgesagt                              | abgesagt        | abgesagt              | Sébastien Ogier |        |
| WP16                            | Vargåsen 2                   | 24,70 km   | 13:38   | Sébastien Ogier Jari-Matti Latvala | Julien Ingrassia Miikka Anttila | Volkswagen Polo R WRC                 | 12:48.8 +0:01.0 | 115,7 km/h 115,5 km/h | Sébastien Ogier |        |
| WP17                            | Karlstad 2                   | 1,90 km    | 18:11   | Jari-Matti Latvala Teemu Suninen   | Miikka Anttila Mikko Markkula   | Volkswagen Polo R WRC Škoda Fabia R5  | 1:34.9 +0:02.6  | 72,1 km/h 70,2 km/h   | Sébastien Ogier |        |
| Tag 4 14. Feb.                  |                              |            |         |                                    |                                 |                                       |                 |                       | Sébastien Ogier |        |
| Service Park 05:30 Uhr (15 Min) |                              |            |         |                                    |                                 |                                       |                 |                       | Sébastien Ogier |        |
| WP18                            | Lesjöfors 1                  | 15,00 km   | 07:52   | abgesagt                           | abgesagt                        | abgesagt                              | abgesagt        | abgesagt              | Sébastien Ogier |        |
| WP19                            | Värmullsåsen 1               | 15,87 km   | 09:04   | abgesagt                           | abgesagt                        | abgesagt                              | abgesagt        | abgesagt              | Sébastien Ogier |        |
| WP20                            | Lesjöfors 2                  | 15,00 km   | 10:07   | abgesagt                           | abgesagt                        | abgesagt                              | abgesagt        | abgesagt              | Sébastien Ogier |        |
| WP21                            | Värmullsåsen 2 (Power-Stage) | 15,87 km   | 12:08   | Sébastien Ogier Andreas Mikkelsen  | Julien Ingrassia Anders Jæger   | Volkswagen Polo R WRC                 | 7:42.7 +0:03.4  | 123,5 km/h 122,6 km/h | Sébastien Ogier |        |
| Service Park 13:57 Uhr (10 Min) |                              |            |         |                                    |                                 |                                       |                 |                       | Sébastien Ogier |        |

* Während der angegebenen Zeiten darf im Service Park an den Autos gearbeitet werden.

### Gewinner Wertungsprüfungen
| WP              | Anzahl | Fahrer             | Auto                  |
| --------------- | ------ | ------------------ | --------------------- |
| 2–4, 10, 16, 21 | 6      | Sébastien Ogier    | Volkswagen Polo R WRC |
| 12, 14, 17      | 3      | Jari-Matti Latvala | Volkswagen Polo R WRC |
| 8–9             | 2      | Hayden Paddon      | Hyundai i20 WRC       |
| 7               | 1      | Kris Meeke         | Citroën DS3 WRC       |

Quelle:

## Fahrerwertung nach der Rallye
Das Punktesystem für die ersten zehn Fahrer ist 25-18-15-12-10-8-6-4-2-1. Für die Power-Stage erhalten die drei schnellsten Fahrer jeweils 3-2-1 Bonuspunkte für die Fahrer-Weltmeisterschaft.

| Pos | Fahrer            | Punkte |
| --- | ----------------- | ------ |
| 01  | Sébastien Ogier   | 56     |
| 02  | Andreas Mikkelsen | 33     |
| 03  | Mads Østberg      | 27     |
| 04  | Hayden Paddon     | 18     |
| 0   | Dani Sordo        | 18     |
| 06  | Ott Tänak         | 16     |
| 07  | Thierry Neuville  | 15     |
| 08  | Stéphane Lefebvre | 10     |
| 09  | Elfyn Evans       | 6      |
|     | Henning Solberg   | 6      |